# The Wedding Bell
The Wedding Bell è un cortometraggio muto del 1911 diretto da Oscar C. Apfel.

## Produzione
Il film fu prodotto dalla Edison Company.

## Distribuzione
Distribuito dalla General Film Company, il film - un cortometraggio in una bobina - uscì nelle sale cinematografiche statunitensi il 17 marzo 1911.